# ГЕС Андонно
ГЕС Андонно (Роккавіоне) (італ. Centrale idroelettrica di Andonno-Roccavione) — гідроелектростанція на північному заході Італії. Знаходячись після ГЕС-ГАЕС Луїджі-Еїнауді, становить другий ступінь гідровузла у верхів'ї річки Джессо, яка дренує східний схил Приморських Альп та через Стура-ді-Демонте, Танаро і По належить до басейну Адріатичного моря.
Ресурс для роботи станції накопичується у водосховищі П'ястре, спорудженому на Джессо-ді-Ентраккуе (правий витік згаданої вище Джессо). Ця водойма об'ємом 12 млн м3 (корисний об'єм 9 млн м3), яку утримує гравітаційна гребля висотою 88 метрів, не лише становить нижній резервуар ГАЕС Ентраккуе, але й отримує додатковий ресурс із:
- водозабору на Джессо-делла-Валлетта (лівий витік Джессо), розташованого за 5,6 км на північний захід від водосховища;
- водозабору на Боусдет (права притока Джессо-ді-Ентраккуе), розташованого за 2 км на південний схід від водосховища[1].

Від П'ястре вода подається по тунелю діаметром 3,3 метра до розташованого за 9 км від греблі машинного залу, спорудженого на правобережжі Джессо. Останній обладнаний двома турбінами типу Френсіс загальною потужністю 65 МВт, які при напорі у 273 метри забезпечують виробництво 153 млн кВт·год електроенергії на рік.
Відпрацьована вода відводиться у нижній балансуючий резервуар, з якого потрапляє до Джессо.